# Катериновка (Великобурлукский район)
Катери́новка (укр. Катеринівка) — село, Катериновский сельский совет, Великобурлукский район,Харьковская область, Украина.
Код КОАТУУ — 6321482501. Население по переписи 2001 г. составляет 866 (387/479 м/ж) человек.
Является административным центром Катериновского сельского совета, в который, кроме того, входит посёлок
Никольское.

## Географическое положение
Село Катериновка находится на реке Нижняя Двуречная, село вытянуто вдоль русла реки на 7 км, река в этом месте сильно заболочена, выше по течению на расстоянии в 1 км расположено село Никольское, ниже по течению — село Веселое (Анрдеевский сельслвет).

## Происхождение названия
В некоторых документах встречается название села Екатериновка.
На территории Украины 51 населённый пункт с названием Катериновка.

## История
- 1918 — дата основания.

## Экономика
- В селе есть несколько молочно-товарных ферм, машинно-тракторные мастерские.
- ООО «Катеринівка».
- Слобожанское молоко, ООО.

## Объекты социальной сферы
- Школа.

## Достопримечательности
- Региональный ландшафтный парк «Великобурлукская степь». Площадь 2042,6 га. Размещается на территории пгт Великий Бурлук и сёл Катериновка, Червоная Хвыля, Шиповатое, Андреевка, Горяное, посёлок Плоское[2].
- «Катериновский заказник» — заказник общегосударственного значения. Расположенный от сёл Катериновка до Рогозянка. Площадь 527 га. Здесь есть степные, лучные и водно-болотные фаунистические комплексы со значительным количеством редких видов животных. Наибольшую ценность представляют участки с остатками целинной степной растительности. Здесь сохранился реликтовый зверь — сурок, который охраняется в Харьковской области. На территории заказника проживают и редкие виды, занесенные в Европейский Красный список, — это крот обычный, перевязка обычная. Красной книгой Украины охраняются тушканчик большой, хорь степной, лунь полевой.

## Религия
- Церковь Димитрия Солунского[3].